# Biegi narciarskie na Zimowych Igrzyskach Olimpijskich 1960 – sztafeta mężczyzn
Bieg sztafetowy mężczyzn podczas Zimowych Igrzysk Olimpijskich 1960 w Squaw Valley został rozegrany 11 lutego. Wzięło w nim udział 44 zawodników z jedenastu krajów. Mistrzostwo olimpijskie w tej konkurencji wywalczyła reprezentacja Finlandii w składzie: Toimi Alatalo, Eero Mäntyranta, Väinö Huhtala i Veikko Hakulinen.

## Wyniki
| Pozycja | Kraj                                                                                | Czas                                | Strata   |
| ------- | ----------------------------------------------------------------------------------- | ----------------------------------- | -------- |
|         | Finlandia · Toimi Alatalo · Eero Mäntyranta · Väinö Huhtala · Veikko Hakulinen      | 2:18:45,6 35:03 34:45 35:01 33:56,6 | -        |
|         | Norwegia · Harald Grønningen · Hallgeir Brenden · Einar Østby · Håkon Brusveen      | 2:18:46,4 35:07 34:41 34:17,4       | +0,8     |
|         | ZSRR · Anatolij Szeluchin · Giennadij Waganow · Aleksiej Kuzniecow · Nikołaj Anikin | 2:21:21,6 37:17 34:22 35:11 34:31,6 | +2:36,0  |
| 4.      | Szwecja · Lars Olsson · Janne Stefansson · Lennart Larsson · Sixten Jernberg        | 2:21:58,8 34:56 37:44 34:44 34:07,8 | +2:46,2  |
| 5.      | Włochy · Giulio De Florian · Giuseppe Steiner · Pompeo Fattor · Marcello de Dorigo  | 2:22:32,5 35:37 35:59 35:30 35:26,5 | +3:47,9  |
| 6.      | Polska · Andrzej Mateja · Józef Rysula · Józef Gut-Misiaga · Kazimierz Zelek        | 2:26:25,3 36:22 35:33 37:19 37:51,3 | +7:40,3  |
| 7.      | Francja · Victor Arbez · René Mandrillon · Benoît Carrara · Jean Mermet             | 2:26,30,8 36:50 36:46 36:41 36:13,8 | +7:45,2  |
| 8.      | Szwajcaria · Fritz Kocher · Marcel Huguenin · Lorenz Possa · Alphonse Baume         | 2:29,36,8 37:43 38:15 36:37 37:01,8 | +10:51,2 |
| 9.      | Niemcy · Kuno Werner · Helmut Hagg · Werner Haase · Enno Röder                      | 2:31:47,1 37:27 37:53 37:58 38:29,1 | +14:02,5 |
| 10.     | Japonia · Takashi Matsuhashi · Kazuo Sato · Eiji Kurita · Akemi Taniguchi           | 2:36:44,9 39:02 37:41 39:17 40:44,9 | +17:59,3 |
| 11.     | Stany Zjednoczone · Mack Miller · Karl Bohlin · John Dendahl · Peter Lahdenpera     | 2:38:01,8 37:04 40:47 39:11 40:59,8 | +19:16,2 |